# Декстер, Тимоти
Ти́моти Де́кстер (англ. Timothy Dexter; 22 января 1747 — 23 октября 1806) — американский предприниматель, добившийся успеха благодаря экстравагантному стилю бизнеса и везению.

## Биография
Декстер родился в провинции Массачусетс-Бэй, в городе Молден в 1747 году. Он не получил среднего образования и, бросив школу, с восьми лет работал разнорабочим. В возрасте 16-ти лет Тимоти устроился учеником к мастеру по коже. В 1769 будущий бизнесмен переехал в Ньюберипорт, который расположен в том же штате Массачусетс. Там он обвенчался с богатой вдовой Элизабет (Elizabeth Frothingham), и молодожёны приобрели себе новый особняк. Низкий уровень образования отражался на делах Тимоти, однако удача сопутствовала его начинаниям.
Закупка континентальных долларов
Во время войны за независимость США Тимоти выкупил много континентальных долларов, однако сразу же после этого континентальные доллары, которые в то время подверглись инфляции, стали менять на нормальные. Обмен которых составлял 100 континентальных  к 1 нормальному. Более того, он заказал и построил два торговых корабля и начал производить экспортные поставки на острова Карибского моря и в Европу.
Инсценировка собственной смерти
Известным эпизодом стала инсценировка Декстером собственной смерти — на его похороны пришли 3000 человек. Когда его обнаружили живым и невредимым, по словам его биографа Сэмюэля Лоренсо Наппа, «этот идиот пошел бить свою жену из-за того что она не плачет, и пошел наверх праздновать собственные похороны».
Поставка грелок в Карибы

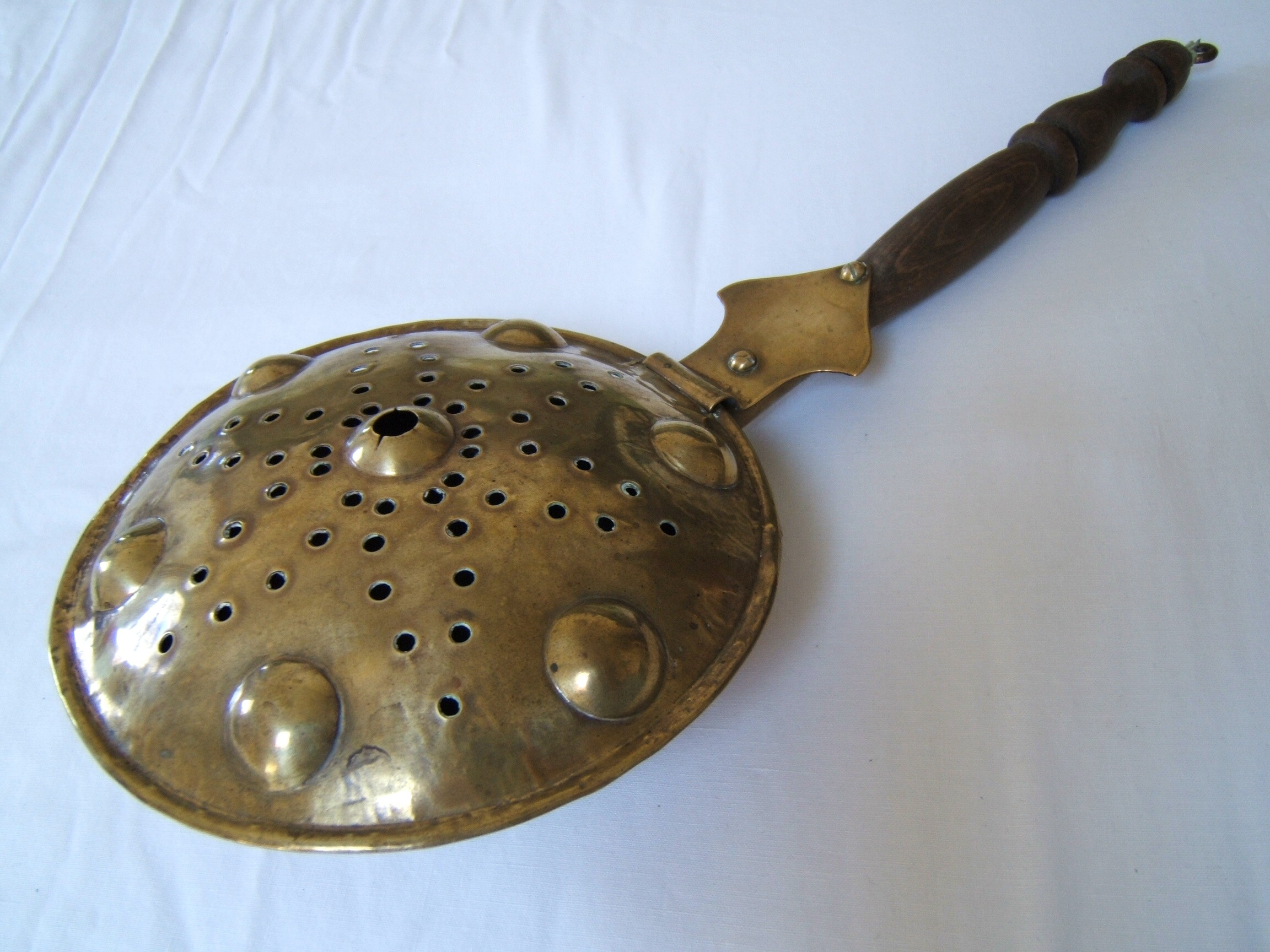
Грелка аналогичного типа.

Он организовал поставку специализированных грелок, используемых в Новой Англии для обогревания помещений, в регион с тропическим климатом. Капитан его корабля сумел продать эти «сковородки» аборигенам в качестве ковшей для промышленного производства кормовой патоки. Следующей партией Декстер направил туда же шерстяные варежки, которые раскупили торговцы из Азии для перепродажи в Сибирь.
Продажа печатных изданий и ввоз кошек
Затем Декстер продавал печатные издания Библии в Ост-Индию и кошек в Вест-Индию. Библии были раскуплены восточными миссионерами, а коты на Карибах решили проблему нашествия крыс, завезённых на острова кораблями.

### Экспорт угля в Ньюкасл
Экспорт угля в Ньюкасл, согласно источнику, состоял в том, что знатные богачи в шутку посоветовали Декстеру экспортировать уголь из США в город Ньюкасл-апон-Тайн, который в тот период времени был лидером по добыче угля в Англии (мало того, в английском языке даже существует выражение «возить уголь в Ньюкасл», аналогичное русскому «ездить в Тулу со своим самоваром» и означающий ‘делать нечто бессмысленное’). Тимоти действительно организовал такую доставку и получил значительную прибыль от продажи — на момент прибытия груза в Ньюкасле проходила забастовка шахтёров, и американский уголь был перекуплен моментально.

### Предсмертные мемуары

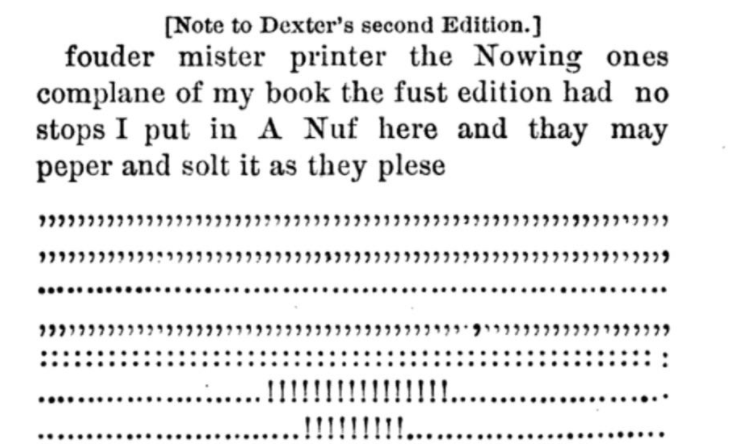
Приложение из мемуаров Декстера со знаками препинания.

Незадолго до своей настоящей смерти Декстер решил написать мемуары, которые назвал «На потеху смышленым умам», по сути это было 20 страниц бессвязного разглагольствования про политику, религию, свою жену и так далее. Мемуары были написаны с ужасными орфографическими ошибками, а также вообще без пунктуации.
Из-за большого количества жалоб на ошибки в тексте и прочее, во втором издании книги Декстер добавил в конце страницу только со знаками препинания и припиской о том, чтобы «расставляли их, куда им вздумается».